# حيدر أباد (مياندوآب)
حيدر أباد هي قرية في مقاطعة مياندوآب، إيران. عدد سكان هذه القرية هو 1,532 في سنة 2006.